# 자유 파푸아 운동

자유 파푸아 운동(인도네시아어: Organisasi Papua Merdeka)은 1965년부터 서뉴기니 지역에서 독립 운동을 하는 조직이다.
조직은 크게 세 가지 부분으로 나뉘며, 지도자에 따라 토지 지배하는 파푸아 위원회, 영내에서 견제하는 파푸아 해방 전선군, 독립에 대한 국제적인 지원을 요청 및 영토 문제에 대한 관심을 높이기 위한 해외 지반의 망명위원회가 존재하고 있다.

## 같이 보기
- 서파푸아 연합해방운동